# دوین وید
دوین تایرون وید جونیور (انگلیسی: Dwyane Tyrone Wade Jr.؛ زادهٔ ۱۷ ژانویهٔ ۱۹۸۲) بازیکن بسکتبال حرفه‌ای آمریکایی است که برای باشگاه میامی هیت در اتحادیه ملی بسکتبال (ان‌بی‌ای) بازی میکرد. وید در سال ۲۰۱۹ از بسکتبال حرفه ای خداحافظی کرد.

## زندگی‌نامه
وید در سال ۲۰۰۶ از طرف Sports Illustrated به عنوان مرد ورزش سال انتخاب شد. وید خودش رو به عنوان یکی از بازیکنان معروف و شناخته شدهٔ لیگ معرفی کرده است.
قد وید ۱٫۹۳ است و ۱۰۰ کیلوگرم وزن دارد. وید در شیکاگو، ایلینوی متولد شده و از سال ۲۰۰۱ تا ۲۰۰۳ در کالج Marquette بازی می‌کرده. بعد از این که در Draft ۲۰۰۳ وارد ان بی ای شد به مدت هفت فصل به تیم‌های All-Rookie یا All-Star دعوت می‌شد. وید در سومین فصل حضورش در میامی نقش به سزایی در قهرمانی این تیم در NBA داشت و به همین خاطر عنوان با ارزش‌ترین بازیکن فینال ۲۰۰۶ رو کسب کرد. این بازیکن در المپیک سال ۲۰۰۸ به همراه تیم بسکتبال مردان آمریکا قهرمان المپیک چین شد. دوین وید دوبار دیگر نیز به همراهِ لبران جیمز افسانه ای و کریس باش، در سالهای ۲۰۱۲ و ۲۰۱۳ میلادی به مقام قهرمانی NBA رسید و انگشتریِ قهرمانی دریافت کرد.
دوین وید نوعی مصدومیت در ناحیه زانو داشت که ناشی از برداشتن مینیسک زانویِ سمت چپش بود.

## دوران طلاییِ سه بازیکنِ بزرگ
در سال ۲۰۱۰ با پیوستنِ لبران جیمز بزرگ و کریس باش به دوین وید در تیم میامی هیت، تیمِ قدرتمندی تشکیل شد و تا 4 سال این تیم قدرتمند در ان بی ای سالاری میکرد. در تمام این 4 سال میامی هیت در فینال ان بی ای حضور داشت که دوبار موفق به کسب عنوان قهرمانی شد. 

## مقام‌های کسب شده
- - قهرمانی ان‌بی‌ای در سال‌های ۲۰۰۶، ۲۰۱۲ و ۲۰۱۳ با تیم میامی
- - باارزش‌ترین بازیکن فینال در سال ۲۰۰۶
- - کسب عنوان NBA Scoring Title در سال ۲۰۰۹
- - دوازده‌بار حضور در آل-استار
- - هشت‌بار در تیم منتخب سال NBA
- - سه‌بار در تیم منتخب سال بازیکن دفاعی سال NBA
- - قهرمانی با تیم آمریکا در المپیک ۲۰۰۸
- - کسب مدال برنز با تیم آمریکا در المپیک ۲۰۰۴
- - کسب مدال برنز با تیم آمریکا در رقابت‌های جام جهانی ۲۰۰۶
- - امتیازآورترین بازیکن میامی در کل دوران
- - بهترین اسیستر هیت در کل دوران
- - باارزش‌ترین بازیکن ال استار ۲۰۱۰